# Георг Зигмунд фон Татенбах-Райнщайн
Георг Зигмунд фон Татенбах-Райнщайн (на немски: Georg Sigmund Graf von Tattenbach und Rheinstein; * 17 февруари 1628; † 25 февруари 1686) от стария баварски род фон Татенбах е граф на Татенбах-Райнщайн в Харц и фрайхер на Гановоц-Фрайенцел. През 1643 г. родът Татенбах получава графството Райнщайн и веднага се наричат „графове фон Райнщайн-Татенбах“.
Той е третият син на граф Зигизмунд Фридрих фон Татенбах-Райнщайн (1601 – 1680) и първата му съпруга фрайин Мария Салома фон Ламберг († 1638), дъщеря на фрайхер Йохан Якоб фон Ламберг цум Щайн и Гутенберг († 1597) и графиня Елизабет фон Турн-Кройц. Внук е на граф Волфганг Фридрих фон Татенбах фрайхер фон и цу Гановиц (1578 – 1656) и фрайин Анна фон Заурау (1576 – 1641). Правнук е на фрайхер Зигмунд фон Татенбах (1540 – 1594) и Афра Гал фон Галенщайн.
Баща му се жени втори път за Розина Юстина Гайерин фон Остербург и трети път за Анна Сузана Елизабет Йегеройтер († 1678).

## Фамилия
Георг Зигмунд фон Татенбах-Райнщайн се жени на 12 март 1653 г. в Ешелберг за Мария Анна Франциска фон Гера († 19 май 1710, Пасау), дъщеря на Еразмус фон Гера († 14 септември 1657) и графиня Анна Бенигна фон Папенхайм (1596 – 1678). Те имат 16 деца:
- Анна Бенигна фон Татенбах, омъжена за граф Гуидобалд Албрехт фон Лодрон
- Ханс Зигемунд фон Татенбах
- Георг Адолф фон Татенбах (1662 – 1735)
- Георг Раймунд фон Татенбах
- Георг Фридрих фон Татенбах (* 13 февруари 1672, Пасау)
- Георг Ернст фон Татенбах († 1716)
- Ернест Себастиан фон Татенбах (* 18 юли 1673, Пасау)
- Георг Зигмунд фон Татенбах
- Георг Игнац Еразмус фон Татенбах († 1734)
- Мария Анна Салома фон Татенбах
- Анна Барбара фон Татенбах († 1692), омъжена I. за Йохан Якоб фон Прайзинг, II. за Адам Хайнрих фон Щайнау
- Анна Виктория фон Татенбах
- Мария Анна Франциска Констанция фон Татенбах (* 17 юни 1669; † 27 ноември 1751), омъжена на 22 декември 1687 г. в Инсбрук за граф Франц Николаус фон Турн-Валзасина и Таксис (* пр. 4 декември 1662, Инсбрук; † 9 юни 1726, Инсбрук)
- Анна Регина фон Татенбах
- Анна Франциска Констанция фон Татенбах
- Анна Мария фон Татенбах, омъжена за Фридрих фон Шпаур